# Шабельский, Болеслав
Болесла́в Шабе́льский (пол. Bolesław Szabelski; 3 декабря 1896, Радорыж-Смоляны, Австро-Венгрия, теперь Польша — 27 августа 1979, Катовице, Польша) — польский композитор, органист и педагог. Один из видных польских композиторов XX века.

## Биография
Учился в Силезской консерватории в Катовице у Кароля Шимановского и Романа Статковского. Сначала испытывал сильное влияние монументального симфонизма, но с 1950-х годов стал работать в новейшей комплексной технике. В 1929-1939 годах — профессор Силезской консерватории в Катовице. С 1945 года преподавал в Высшей музыкальной школе в Катовице. Среди учеников Хенрик Гурецкий.

## Сочинения
- симфоническая поэма «Николай Коперник» для сопрано, 2 хоров и оркестра / Mikołaj Kopernik (1975)
- 5 симфоний (1926—1968)
- концерт для фортепиано и камерного оркестра (1964)
- «Афоризмы 9» для 9 инструментов / Aforyzmy 9 (1962)

## Награды

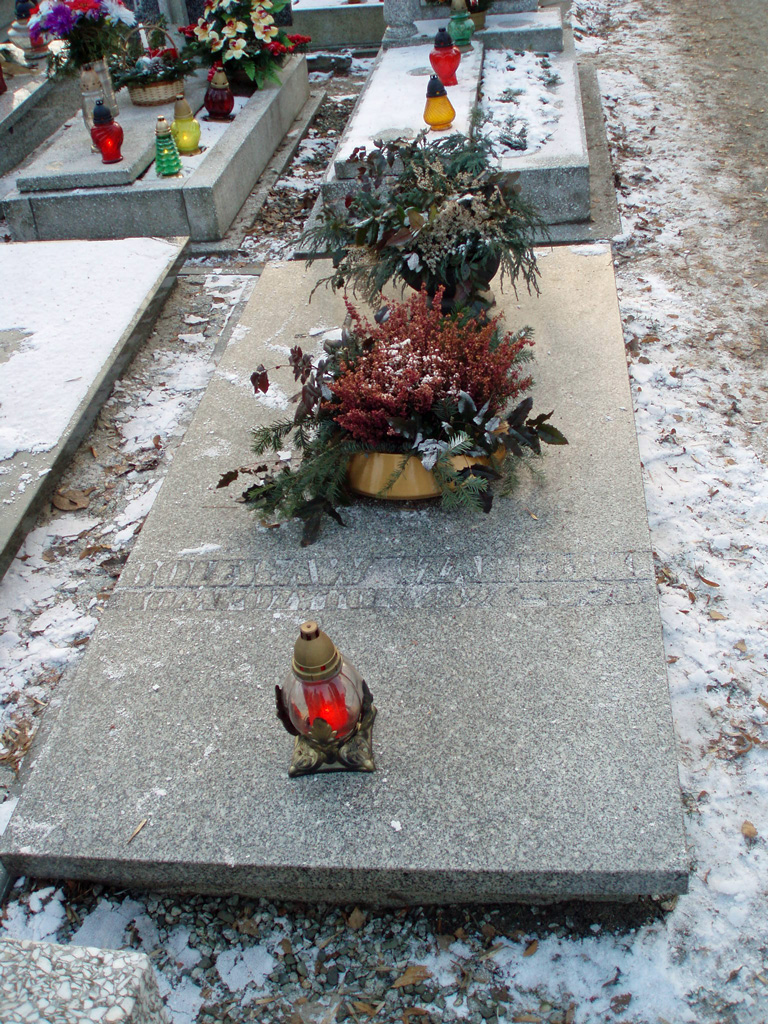
Могила Болеслава Шабельского на кладбище в Катовице

- 1953, 1962 — Государственная премия ПНР